# Жубер, Пьер
Пьер Жубер (фр. Pierre Joubert; 27 июня 1910, Париж, Франция — 13 января 2002, Ла-Рошель, Франция) — французский художник, иллюстратор и рисовальщик. Наиболее известен своими иллюстрациями различных книг и журналов, связанных со скаутингом, в первую очередь многочисленных томов серии приключенческих книг для детей и подростков «Путевые знаки» (фр. Signe de Piste).

## Биография
Скаутом Жубер стал в 1925 году, в 14 лет, будучи учеником Школы прикладного искусства в Париже. В 1927 году художник и иллюстратор Поль Козе, один из основателей французского скаутского движения, заметил Пьера в тренировочном лагере в Чамаранде и нанял его в качестве иллюстратора журнала Scout de France. Жубер становится официальным рисовальщиком движения.
Затем Пьер работал в журнале L'Illustration, одновременно тесно сотрудничая с издательством Alsatia и его книжной серией «Путевые знаки». Он иллюстрировал книги самых известных авторов скаутской литературы: Ги де Ларигоди, Жан-Луи Фонсин, Серж Дален, Жан Вальбер, Анри Суке и многих других. Также Жубер сотрудничал со скаутскими журналами (La Revue des Scouts de France и La Revue des Scouts d'Europe) и участвовал в иллюстрации обложек томов серии Marabout Junior издательства Marabout, в частности, приключенческих книг Боба Морана.
Жубер автор нескольких книг (автобиографию и по геральдике) и многих религиозных, исторических и скаутских иллюстраций, обложек книг, календарей и так далее. Он также активно сотрудничал со скаутским фотографом Робертом Мэнсоном: Пьер рисовал то, что Роберт фотографировал, Роберт ставил и фотографировал то, что рисовал Пьер.
В 1940-х годах, после оккупации Франции III Рейхом, нацисты запретили весь французский скаутинг, но на территории контролируемой режимом Виши скаутское движение продолжало свою деятельность. Жубер, сотрудничая со скаутами в эти тяжёлые годы, таким образом был в глазах многих замазан в «коллаборационизме». Он также работал в некоторых правых католических журналах, не скрывая, что в молодости был близок с французскими крайне правыми роялистами, в том числе, с «Аксьон Франсез», так же как Морис Бланшо, Клод Рой или Франсуа Миттеран. Однако сам он был по своими взглядам левым христианином, далёким от вселенной некоторых авторов, которые иллюстрировал.
Решительный защитник и адепт рыцарского идеала, Жубер своими рисунками создал определённый стиль подростка, огненного авантюриста полного надежды.
Его карьера художника и иллюстратора продолжалась почти 77 лет, в течение которых он нарисовал свыше 15000 работ только к книгам серии «Путевые знаки». После свадьбы он поселился в Мёдоне (юго-западный пригород Парижа), где и жил до конца своей жизни. Незадолго до его смерти, Жубер написал объёмные мемуары и перепечатал сборник своих работ Souvenirs en vrac. Он умер в Ла-Рошель в возрасте 91 года.